# Champ-de-Mars (metrostation)
Champ-de-Mars is een metrostation in het stadsdeel Ville-Marie van de Canadese stad Montréal. Het station werd geopend op 14 oktober 1966 en wordt bediend door de oranje lijn van de metro van Montréal.